# John Emery
John Emery (ur. 4 stycznia 1932 w Montrealu, zm. 21 lutego 2022 w Sonomie) – kanadyjski bobsleista. Mistrz olimpijski z Innsbrucku.
Bobslejami zainteresował się po igrzyskach w 1956 roku. Wspólnie z bratem Victorem w 1957 założył Laurentian Bobsleigh Association. Igrzyska w 1964 były jego jedyną olimpiadą. Wchodził w skład osady prowadzonej przez pilota Victora – Kanadyjczycy dość niespodziewanie triumfowali w czwórkach. Podczas IO 64 startował także w dwójkach (11. miejsce).